# Elton Cop
Elton Cop è stata una serie a fumetti pubblicata in Italia dal 1991 al 1992 dalla casa editrice Edizioni Center TV; la serie è un bonellide, ovvero una pubblicazione stampata nel cosiddetto "formato Bonelli" edita da case editrici differenti dalla Sergio Bonelli, e il personaggio rientra nel novero degli epigoni di Dylan Dog, un personaggio protagonista di una serie a fumetti che nei primi anni novanta ebbe un clamoroso successo editoriale che portò diversi editori a proporre serie a fumetti con caratteristiche simili. Anche in questo caso la caratterizzazione del personaggio e le tematiche affrontate furono ispirate a Dylan Dog.

## Il personaggio
Elton Elton è un ex poliziotto del 17º distretto di San Francisco, che, dopo aver acquisito dei poteri paranormali a causa di un incidente, decide di mettersi in proprio diventando un investigatore di casi paranormali.